# Robert E. Lee Hotel (San Diego)
El Robert E. Lee Hotel  es un hotel histórico ubicado en San Diego, California. El Robert E. Lee Hotel se encuentra inscrito  en el Registro Nacional de Lugares Históricos desde el 31 de mayo de 1980. Willis J. Dean fue el arquitecto quién diseñó el Robert E. Lee Hotel.

## Ubicación
El Robert E. Lee Hotel se encuentra dentro del condado de San Diego en las coordenadas 32°42′50″N 117°09′39″O / 32.713889, -117.160833.